# Comendador Levy Gasparian
Comendador Levy Gasparian este un oraș în unitatea federativă Rio de Janeiro (RJ), Brazilia.